# Grande Prêmio da Bélgica de 1961
Resultados do Grande Prêmio da Bélgica de Fórmula 1 realizado em Spa-Francorchamps em 18 de junho de 1961. Terceira etapa da temporada, a prova foi vencida pelo norte-americano Phil Hill, que liderou uma quadra de pilotos da Ferrari nas respectivas posições.

## Classificação da prova
| Pos. | Nº | Piloto                  | Construtor      | Voltas | Tempo/Diferença              | Grid | Pontos |
| ---- | -- | ----------------------- | --------------- | ------ | ---------------------------- | ---- | ------ |
| 1    | 4  | Phil Hill               | Ferrari         | 30     | 2:03:03.8                    | 1    | 9      |
| 2    | 2  | Wolfgang von Trips      | Ferrari         | 30     | + 0.7                        | 2    | 6      |
| 3    | 6  | Richie Ginther          | Ferrari         | 30     | + 19.5                       | 5    | 4      |
| 4    | 8  | Olivier Gendebien       | Ferrari         | 30     | + 45.6                       | 3    | 3      |
| 5    | 24 | John Surtees            | Cooper-Climax   | 30     | + 1:26.8                     | 4    | 2      |
| 6    | 20 | Dan Gurney              | Porsche         | 30     | + 1:31.0                     | 10   | 1      |
| 7    | 18 | Jo Bonnier              | Porsche         | 30     | + 2:47.1                     | 9    |        |
| 8    | 14 | Stirling Moss           | Lotus-Climax    | 30     | + 3:55.6                     | 8    |        |
| 9    | 40 | Jackie Lewis            | Cooper-Climax   | 29     | + 1 volta                    | 13   |        |
| 10   | 44 | Masten Gregory          | Cooper-Climax   | 29     | + 1 volta                    | 12   |        |
| 11   | 22 | Carel Godin de Beaufort | Porsche         | 28     | + 2 voltas                   | 14   |        |
| 12   | 34 | Jim Clark               | Lotus-Climax    | 24     | + 6 voltas                   | 16   |        |
| 13   | 38 | Tony Brooks             | BRM-Climax      | 24     | + 6 voltas                   | 7    |        |
| Ret  | 36 | Graham Hill             | BRM-Climax      | 24     | Ignição                      | 6    |        |
| Ret  | 26 | Maurice Trintignant     | Cooper-Maserati | 23     | Câmbio                       | 20   |        |
| Ret  | 46 | Lorenzo Bandini         | Cooper-Maserati | 20     | Rolamento de roda            | 17   |        |
| Ret  | 28 | Jack Brabham            | Cooper-Climax   | 12     | Motor                        | 11   |        |
| Ret  | 30 | Bruce McLaren           | Cooper-Climax   | 9      | Ignição                      | 15   |        |
| Ret  | 32 | Innes Ireland           | Lotus-Climax    | 9      | Motor                        | 18   |        |
| Ret  | 12 | Lucien Bianchi          | Lotus-Climax    | 9      | Vazamento de óleo            | 23   |        |
| Ret  | 10 | Willy Mairesse          | Lotus-Climax    | 7      | Ignição                      | 19   |        |
| DNS  | 42 | Tony Marsh              | Lotus-Climax    |        | Start Money Dispute          |      |        |
| DNS  | 48 | Wolfgang Seidel         | Lotus-Climax    |        | Start Money Dispute          |      |        |
| DNS  | 50 | Ian Burgess             | Lotus-Climax    |        | Start Money Dispute          |      |        |
| DNS  | 16 | Cliff Allison           | Lotus-Climax    |        | Acidente nos treinos         |      |        |
| DNS  | 16 | Henry Taylor            | Lotus-Climax    |        | Carro danificado por Allison |      |        |

## Tabela do campeonato após a corrida
| Pos. | Piloto             | Pontos |
| ---- | ------------------ | ------ |
| 1    | Phil Hill          | 19     |
| 2    | Wolfgang von Trips | 18     |
| 3    | Stirling Moss      | 12     |
| 4    | Richie Ginther     | 12     |
| 5    | Jim Clark          | 4      |

| Pos. | Construtor    | Pontos |
| ---- | ------------- | ------ |
| 1    | Ferrari       | 22     |
| 2    | Lotus-Climax  | 12     |
| 3    | Cooper-Climax | 4      |
| 4    | Porsche       | 3      |

- Nota: Somente as primeiras cinco posições estão listadas. Em 1961 apenas os cinco melhores resultados, dentre pilotos ou equipes, eram computados visando o título. Neste ponto esclarecemos: conforme o site oficial da Fórmula 1, o vencedor dentre os pilotos recebia nove pontos, mas na seara dos construtores tal escore era de oito pontos e na tabela figurava somente o melhor colocado dentre os carros de um time.